# Szczyt Ziemi 1992
Szczyt Ziemi 1992 (ang. Earth Summit 1992) – skrótowa nazwa Konferencji Narodów Zjednoczonych na temat Środowiska i Rozwoju (ang. United Nations Conference on Environment and Development, UNCED)
II Konferencja w Rio de Janeiro – odbyła się w dniach 3-14 czerwca 1992, z inicjatywy ONZ w 20 lat po I Konferencji ONZ w Sztokholmie. Na konferencji hasłem przewodnim było „Środowisko i Rozwój”. 
Uczestniczyły w niej oficjalnie 172 rządy, około 2400 osób z organizacji pozarządowych (NGO) w tym około 1700 osób na równoległym Forum zorganizowanym przez NGO.
W konferencji wzięły udział cztery nieletnie członkinie niewielkiej grupy uczniowskiej ECO (Environmental Children's Organization) z Kanady: Severn Suzuki, Michelle Quigg, Vanessa Suttie i Morgan Geisler. W ramach konferencji przyjęto dokumenty określające fundamentalne zasady w polityce społeczno-gospodarczej nakazujące uwzględniać ochronę środowiska. Uchwalono następujące dokumenty:
- Ramową konwencję Narodów Zjednoczonych w sprawie zmian klimatu
- Agendę 21 - katalog celów ochrony do realizowania w XXI wieku
- Konwencję o zachowaniu różnorodności biologicznej
- Deklarację dotyczącą kierunku rozwoju, ochrony i użytkowania lasów